# Oscorp
La Oscorp (a volte stilizzata come OsCorp), conosciuta anche come Oscorp Industries, è una multinazionale immaginaria che appare nei fumetti statunitensi pubblicati dalla Marvel Comics, prevalentemente nel mondo dell'Uomo Ragno.
Concorrente della Stark Industries, la Oscorp è stata fondata da Norman Osborn, il padre di Harry Osborn (quest'ultimo il migliore amico di Peter Parker), ed è apparsa in numerosi adattamenti mediatici. Creata dallo scrittore Stan Lee e dall'artista Steve Ditko, la Oscorp è apparsa per la prima volta in The Amazing Spider-Man # 37 (marzo 1966).
È al cinquantesimo posto nella classifica delle 50 più grandi aziende immaginarie secondo Wired Italia. Secondo Forbes, che ha elencato le 25 più grandi società fittizie, la Oscorp ha un fatturato stimato di $ 3,1 miliardi, classificandola al ventitreesimo posto.

## Storia
Fondata e gestita dal CEO Norman Osborn, la società ha sede presso la Oscorp Tower a New York City. L'azienda è spesso descritta come specializzata nella scienza sperimentale, nella ricerca di armamenti militari e nella genetica inter-specie.
Quando era all'università, Norman ha studiato chimica ed ingegneria elettrica, oltre ad aver seguito numerosi corsi di economia aziendale, mentre il suo professore, il dottor Mendel Stromm, ha formato la partnership commerciale. Poiché Norman si fece carico della maggior parte dei finanziamenti, chiamarono la loro società Osborn Corporation, o semplicemente Oscorp. Ciò ha fruttato enormi quantità di ricchezza agli Osborn.
Le ricerche iniziali di Stromm riguardavano una sostanza chimica che avrebbe potenziato le prestazioni ai suoi soggetti di prova e alla fine avrebbe trasformato Norman nel Green Goblin. Osborn, volendo la formula per sé, scoprì che Stromm si era appropriato di fondi dalla Oscorp. Stromm spiegò che stava semplicemente prendendo in prestito, ma Osborn lo fece arrestare dalla polizia. Dopo diversi anni di prigione, Stromm fu rilasciato e cercò di uccidere Osborn per vendetta usando dei robot di sua creazione. È stato fermato dall'Uomo Ragno e apparentemente morì di infarto.
La società di Jay Allan "Allan Chemical" è stata fusa con le azioni della Oscorp di Normie Osborn (nipote di Norman e figlio di Harry) e con le ultime proprietà rimaste della Horizon Labs dopo la sua distruzione, costituendola con il nuovo nome di " Alchemax ".
Successivamente è stato rivelato che Norman Osborn, sotto le spoglie di "Mason Banks", ha creato la società per lasciare un forte impero a suo nipote Normie e stabilire un impero per l'eredità di Osborn.
Entro il 2099, la Alchemax riuscirà finalmente a controllare la maggior parte degli aspetti della vita quotidiana in un possibile futuro.

## Altre versioni

### Ultimate Marvel
Nell'universo Ultimate Marvel, la Oscorp è molto simile a quella di Terra-616. L'azienda è ancora gestita da Norman Osborn, che stava sviluppando il siero del super soldato di Oz e i ragni che erano dietro i poteri di Peter Parker, e successivamente di Miles Morales. Dopo un incidente in cui Osborn si iniettò il siero di Oz e divenne Ultimate Goblin, gran parte dell'edificio principale fu lasciato in rovina e numerosi scienziati morirono o passarono ad altre società come Roxxon nel caso di Conrad Marcus. È stato detto che la Osborn Industries stava ancora producendo tecnologie.

## Altri media

### Televisione
La Oscorp appare nelle serie televisive animate Spider-Man: The Animated Series (1994-1998), Spider-Man: The New Animated Series (2003), The Spectacular Spider-Man (2008-2009), Ultimate Spider-Man (2012-2017), Avengers Assemble (2013-2019) e Spider-Man (2017-2020).

### Cinema

#### Trilogia di Sam Raimi
La Oscorp fa alcune apparizioni nella trilogia su Spider-Man di Sam Raimi. 

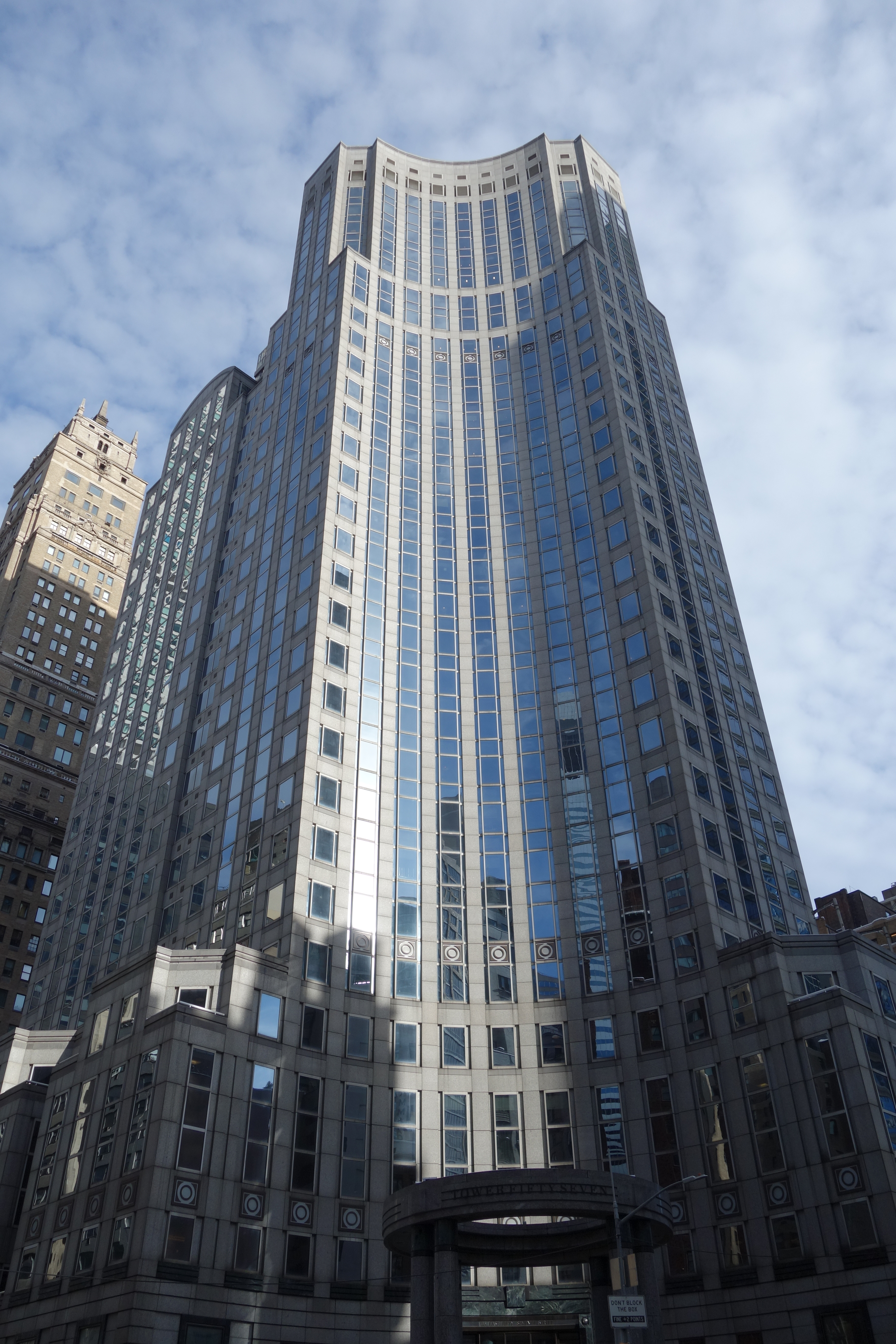
La Torre Cinquantasette tra Lexington Avenue e la 57a Strada è stata utilizzata per l'esterno della Torre Oscorp in Spider-Man (2002).

- Nel film Spider-Man (2002), la Oscorp Industries è rappresentata come una società chimica e di tecnologia militare con sede a New York, guidata da Norman Osborn e Mendel Stromm. Quando Osborn sperimentò su di sé il suo siero, egli diventa sovrumano ma impazzisce, uccide il dottor Stromm e ruba la tuta da volo verde e l'aliante a razzo dell'azienda, diventando il Green Goblin. Quindi bombarda la rivale Quest Aerospace durante un test del loro esoscheletro sperimentale, ma questo spinge il consiglio di amministrazione a estromettere Norman vendendo la Oscorp alla Quest tramite buyout. Durante la fiera dell'Unità Mondiale, il Green Goblin uccide i membri del consiglio con una bomba a forma di zucca per vendetta, eliminando l'ultima minaccia al suo controllo sulla società.
- In Spider-Man 2 (2004), Harry assume il controllo della Oscorp dopo la morte di Norman e finanzia l'ambizioso progetto per l'energia da fusione di Otto Octavius. Dopo che la dimostrazione finisce in tragedia, provocando la morte di Rosie Octavius (la moglie di Otto), la distruzione del reattore nucleare a fusione e l'elettrocuzione di Otto che lo trasforma nel Dottor Octopus, Harry afferma che è rovinato a causa delle sue perdite nell'incidente.

#### Duologia di Marc Webb
La Oscorp è presente in The Amazing Spider-Man (2012)  e The Amazing Spider-Man 2 - Il potere di Electro (2014), entrambi diretti da Marc Webb.
Nei film, la Oscorp è una società scientifica potente e corrotta guidata da Norman Osborn e altri come Rajit Ratha e Donald Menken, che utilizza le vaste risorse dell'azienda in vari tentativi di trovare una cura per la malattia terminale di Norman. La società è coinvolta in una serie di cospirazioni illegali, come l'incastrazione e l'omicidio di Richard e Mary Parker e lo sviluppo del veleno di ragno che ha dato a Spider-Man i suoi poteri. Gli esperimenti scientifici e le attività illegali della Oscorp giocano un ruolo nello sviluppo di diversi supercriminali, tra cui Lizard, Electro, Green Goblin e Rhino. Inoltre, la Oscorp ha il controllo sul Ravencroft Institute for the Criminally Insane, nel quale eseguono esperimenti scientifici illegali e disumani sui pazienti mentali dell'istituto. Questi esperimenti sono supervisionati dal Dr. Kafka.

### Videogiochi
La Oscorp appare nei videogiochi Spider-Man: The Movie (2002), Spider-Man: Amici o nemici (2007), LEGO Marvel Super Heroes (2013), Iron Man 3 (2013), The Amazing Spider-Man (2012), The Amazing Spider-Man 2 (2014), Marvel: Sfida dei campioni (2014), Spider-Man (2018), Marvel's Spider-Man: Miles Morales (2020), Marvel Snap (2022) e Marvel's Spider-Man 2 (2023).